# Гибшман, Александр Карлович
Александр Карлович Гибшман (1839—1893) — российский инженер путей сообщения, член Императорского Русского технического общества, автор множества научных трудов; действительный статский советник.

## Биография
Родился 11 (23) августа 1839 года в приходе Сикелп (Курляндия) в семье дворянина, пастора Карла Фридриха Гибшмана (1804—1887). Вместе с братом, доктором медицины Иоганном Эдуардом (1801—1870), Карл Фридрих окончил Дерптский университет, соответственно — медицинский факультет и теологический. В 1846 году они, по заслугам их отца — Зельбургского уездного врача Иоганна Мартина Андреаса Гибшмана — были утверждены в дворянском достоинстве Российской империи и внесены в III часть дворянской родословной книги Псковской губернии.
В 1860 году успешно окончил Императорский Санкт-Петербургский университет со степенью кандидата математических наук и поступил в Институт корпуса инженеров путей сообщения, который окончил в 1863 году и был выпущен с чином поручика.
Служил в Главном обществе российских железных дорог (до 1866 года) и в Обществе Одесско-Балтской железной дороги (до 1873 года), занимая технические должности по службе подвижного состава и тяги.
В 1873 году Александр Карлович Гибшман был причислен к Технико-инспекторскому комитету железных дорог и командирован на завод Русского общества механических и горных заводов для наблюдения за постройкой паровозов.
В 1879 году он был назначен центральным инспектором по надзору за изготовлением подвижного состава на русских заводах, а потом членом комиссии по рассмотрению эксплуатационных смет железнодорожных обществ, а в 1883 году — членом Высочайше утверждённого совещания Министерства путей сообщения для обсуждения вопросов о правительственном надзоре за железнодорожными тарифами и представителем от Министерства путей сообщения в комиссию, учреждённую при Министерстве финансов Российской империи для обсуждения вопроса об упорядочении на будущее время деятельности русских заводов, изготовляющих железнодорожные принадлежности.
С 1885 года Гибшман состоял членом технических совещаний при департаменте железных дорог, а в 1889—1890 гг. исполнял обязанности председателя III отдела совещаний по подвижному составу железных дорог.
В 1885 году он был назначен участковым инспектором Балтийской, Царскосельской и Сестрорецкой железных дорог, в 1887 году — членом учебного отдела Министерства путей сообщения Российской империи.
В 1889 году был назначен инспектором Петербургско-Варшавской железной дороги и в 1892 году по упразднении местной инспекции — одним из 12 инспекторов центральной инспекции.
Будучи членом Императорского Русского Технического общества, он принимал участие в разработке многих учебных технических вопросов, в особенности по железнодорожному отделу, непременным членом которого был избираем много лет подряд. Своими строгими требованиями по отношению к заводам, поставлявшим подвижной состав, он способствовал постановке дела на правильную почву и улучшению производства паровозов и вагонов.
Был награждён орденами: Св. Анны 3-й ст. (1871), Св. Станислава 2-й ст. (1876), Св. Владимира 3-й ст. (1889). В 1893 году за безупречную службу был произведён в действительные статские советники, но вскоре — 25 августа (6 сентября) 1893 года скончался, оставив вдову с шестью детьми.

## Семья
Был женат на Евгении Августовне Мансфельд (1850—1922), сестре драматурга Д. А. Мансфельда. Её сестра Фанни Августовна (1859—1918) вышла замуж за младшего брата Александра Карловича, Эдуарда (1846—1913). Один из их сыновей — Константин Эдуардович Гибшман, актер.
У Александра Карловича и Евгении Августовны родилось семеро сыновей и три дочери. 
Пятеро сыновей учились в 5-й Санкт-Петербургской гимназии, в их числе Евгений Александрович Гибшман (1872—1934) и его младшие братья: Александр (1875—?), присяжный поверенный;  Дмитрий (1876—?), окончил юридический факультет, надворный советник; Георгий (1878—?) и Леонид (1884—?); ещё один сын — Владимир (1886—?), врач-психиатр. Дочери: Луиза (1871—1945), преподавала немецкий язык в Алексеевском реальном училище города Старая Русса; Надежда (Нелли; 1879—1944), в замуж. Вакар, врач, кандидат медицинских наук, была замужем за Алексеем Алексеевичем Вакаром (1883—1962, Киев), врачом. 
Семейное захоронение Гибшман находится на Смоленском лютеранском кладбище.

## Избранная библиография
- «Заметка о постройке 600 вагонов в мастерских Одесской железной дороги» (1872),
- «Сопротивление при движении поездов на железных дорогах» (1873),
- «О порче паровозных котлов и испытании их гидравлическим давлением» (1873),
- «Об отоплении паровозов антрацитом на Одесской железной дороге» (1873);
- «Рельсы, их выделка и прием» (СПб., 1883);
- «О службе стальных рельсов на германских железных дорогах. По поводу проектированных сталерельсовым съездом технических условий для рельсов» (1886),
- «Очерк постройки железнодорожного подвижного состава в России и описание важнейших типов, построенных нашими заводами» (1886);
- «Описание важнейших типов подвижного состава, построенных нашими заводами» (СПб., 1887) — награждена в 1888 году премией, присуждаемой конференцией Института инженеров путей сообщения за наилучшие статьи в «Журнале Министерства путей сообщения»;
- «Общие правила движения североамериканских железных дорог» (1887);
- «Правила для движения поездов по телеграфному соглашению в Северной Америке»  (1887);
- «Североамериканский закон для регулирования провозной платы железных дорог» (1887);
- «О расширении станций на германских железных дорогах» (1888);
- «О паровозах с двукратным расширением пара (системы компаунд) и работах инженеров юго-западных железных дорог» (1889);
- «Новый швейцарский закон о времени обязательного отдыха служащих на железных дорогах и в других перевозочных предприятиях» (1890) и др.